# Ячиков, Александр Корохович
Александр Корохович Ячиков (1921—2007) — российский учёный, видный общественный деятель Адыгеи, деятель науки, ректор Адыгейского государственного педагогического института (АГПИ) (с —1985). Профессор, доктор философских наук. Участник Великой Отечественной войны.

## Биография

### Начальная биография
Александр Ячиков родился 3 марта 1921 года в ауле Адамий Краснодарского отдела Кубано-Черноморской области (ныне в Красногвардейском районе Адыгеи) в крестьянской семье. Он всегда учился с удовольствием и был активным комсомольцем и общественником. Уже в 1939 году Александра рекомендуют на должность заведующего отделом школьной молодежи и пионеров Адыгейского обкома ВЛКСМ. Одновременно он поступает учиться в Краснодарский педагогический институт. В связи с напряженной международной обстановкой ему пришлось досрочно завершить обучение на курсах политруков запаса.

### В РККА
А уже через год его призывают на службу в Красную Армию. Поначалу ему довелось служить в Закавказском военном округе, в 47-й Краснознамённой горно-стрелковой дивизии имени И. В. Сталина. Война застала молодого офицера в Грузии на турецкой границе.

### В Великую Отечественную войну
В сентябре 1941 года 47-я дивизия перебрасывается на Юго-Западный фронт. Первоначально дивизия выгрузилась в районе Славянска, но в связи с окружением основных сил фронта под Киевом и прорыва противника на Красноград и Полтаву. Ставка 19 сентября передала дивизию в состав 38-й армии. В начале октября немецкие войска начали наступление на Харьков. 47-я горнострелковая дивизия действовала на правом фланге армии в районе юго-западнее Колонтаевки.
Из-за ранних морозов и недостатка вооружения и обмундирования в конце октября 1941 года части 38-й армии продолжили отступление на восток. 25 октября в результате ожесточенных боев пал Харьков. 29 октября 1941 года выдался наиболее горячим днем для воинов 47-й горнострелковой дивизии, которые, начиная 12 часов дня, вели ожесточенные бои с пехотой противника, наступавшей в направлении Чугуева. К концу октября решением командования Юго-Западного фронта 47-я горнострелковая дивизия заняла оборону по берегу Северcкого Донца в районе Мартовая, Печенеги.
На этом рубеже он был тяжело ранен в обе ноги и оставлен на поле боя. В аул Адамий в дом к отцу пришла «похоронка» — Мл. политрук роты 145-го горнострелкового полка Ячиков Абдулаш Горохович (так в тексте) погиб 17.09.1941. На самом деле, сколько был без сознания, сколько полз не помнит. Некоторое время за ним ухаживала украинская женщина. Подобрала другая часть и был эвакуирован в госпиталь. Там ему ампутировали обе стопы.
Несмотря на инвалидность, Александр Корохович просился на передовую, но его отправили служить на дальневосточную границу. За мужество и стойкость, проявленные в годы войны, Александр Ячиков был награждён многочисленными орденами и медалями. Среди них был и боевой орден Красной Звезды.
Вспоминал ректор АГПИ в год 50-летия Великой Победы: 

Война была жестокая, кровопролитная, но надежда на победу всегда жила в сердце русского человека. Победа — это большая чаша, наполненная слезами русских людей, тех которые много сделали для Родины. И я тоже делал то, что мог.— 
.

### После армии
Демобилизовался по болезни в 1943 году майором.
В 1943—1948 годах работает секретарем Адыгейского обкома ВЛКСМ по пропаганде и агитации, является слушателем Центральной комсомольской школы при ЦК ВЛКСМ. В последующие годы главной сферой его деятельности становится научная работа.
После окончания исторического факультета Краснодарского педагогического института обучался с 1948 по 1951 год в аспирантуре Академии общественных наук при ЦК КПСС, где состоялась успешная защита им диссертации на соискание ученой степени кандидата философских наук. Затем некоторое время работал старшим преподавателем Военного института Министерства госбезопасности СССР.
В 1952 году Александр Ячиков избирается секретарем Адыгейского обкома КПСС. Учитывая знания и опыт, ему в 1957 году предлагают пост заместителя директора-ректора Адыгейского государственного педагогического института по учебной и научной работе. В 1961 году он был утвержден на должность ректора института.
В 1974 году успешно защищает докторскую диссертацию по философии, становится профессором, заведующим кафедрой философии. Руководил вузом 24 года, до 1985 года.
При нём были возведены студенческие общежития, учебные корпуса, решались вопросы улучшения жилищно-бытовых условий преподавателей.
За достигнутые успехи в подготовке педагогических кадров в 1972 году Адыгейскому педагогическому институту была вручена Почётная грамота Президиума Верховного Совета РСФСР. По итогам Всесоюзного смотра-конкурса на лучшую постановку спортивно-массовой и физкультурно-оздоровительной работы в 1979 году институту четвёртый раз было присуждено переходящее Красное знамя Министерства просвещения РСФСР и республиканского общества «Буревестник».
В 1985 году заканчивается почти четвертьвековая пединститутская эпопея Александра Короховича Ячикова.
В 1992 году он назначается первым председателем Центральной избирательной комиссии Республики Адыгея. Мудрость, интернационализм, уважение к людям, глубокая интеллигентность Александра Короховича сыграли немалую роль в том, как происходил процесс становления государственности Республики Адыгея.
Умер 12 мая 2007 года в Майкопе. Похоронен на Майкопском кладбище.

## Семья
- Жена

## Награды и звания
- Орден Отечественной войны II степени (3.4.1985)
- Орден Трудового Красного Знамени
- Орден Трудового Красного Знамени
- Орден «Знак Почёта»
- Медаль «В ознаменование 100-летия со дня рождения Владимира Ильича Ленина» (6 апреля 1970)
- Медаль «Слава Адыгеи»

- Почётный работник высшего профессионального образования Российской Федерации
- Заслуженный деятель науки Республики Адыгея
- Заслуженный деятель науки Кубани
- Заслуженный деятель науки Кабардино-Балкарской Республики

- Медаль «За выдающийся вклад в развитие Кубани»
- Почётный доктор Абхазского государственного университета
  - Медали

## Память
- В Майкопе была установлена Мемориальная доска на фасаде дома где жил ректор
- В 2016 году современному стадиону АГУ присвоено имя «Ректор Ячиков»[4].
- Его имя увековечено в Главном Храме Вооружённых сил России, и навсегда запечатлено на мемориале «Дорога памяти».